# Pomerode (ort)
Pomerode är en ort i Brasilien.   Den ligger i kommunen Pomerode och delstaten Santa Catarina, i den södra delen av landet, 1 200 km söder om huvudstaden Brasília. Pomerode ligger 64 meter över havet och antalet invånare är 21 898.
Terrängen runt Pomerode är huvudsakligen lite kuperad. Pomerode ligger nere i en dal. Närmaste större samhälle är Indaial, 18,3 km söder om Pomerode.
I omgivningarna runt Pomerode växer i huvudsak städsegrön lövskog. Runt Pomerode är det ganska tätbefolkat, med 116 invånare per kvadratkilometer.